# Türoszi Vilmos
Türoszi Vilmos (1130 körül – 1186. szeptember 29.) középkori latin nyelven író, feltehetően itáliai származású történetíró és pap. Türosz püspökeként a II. Vilmos nevet viselte, és a keresztes háborúk kortársaként értékes információkkal szolgál a Jeruzsálemi történet című krónikájában.

## Élete

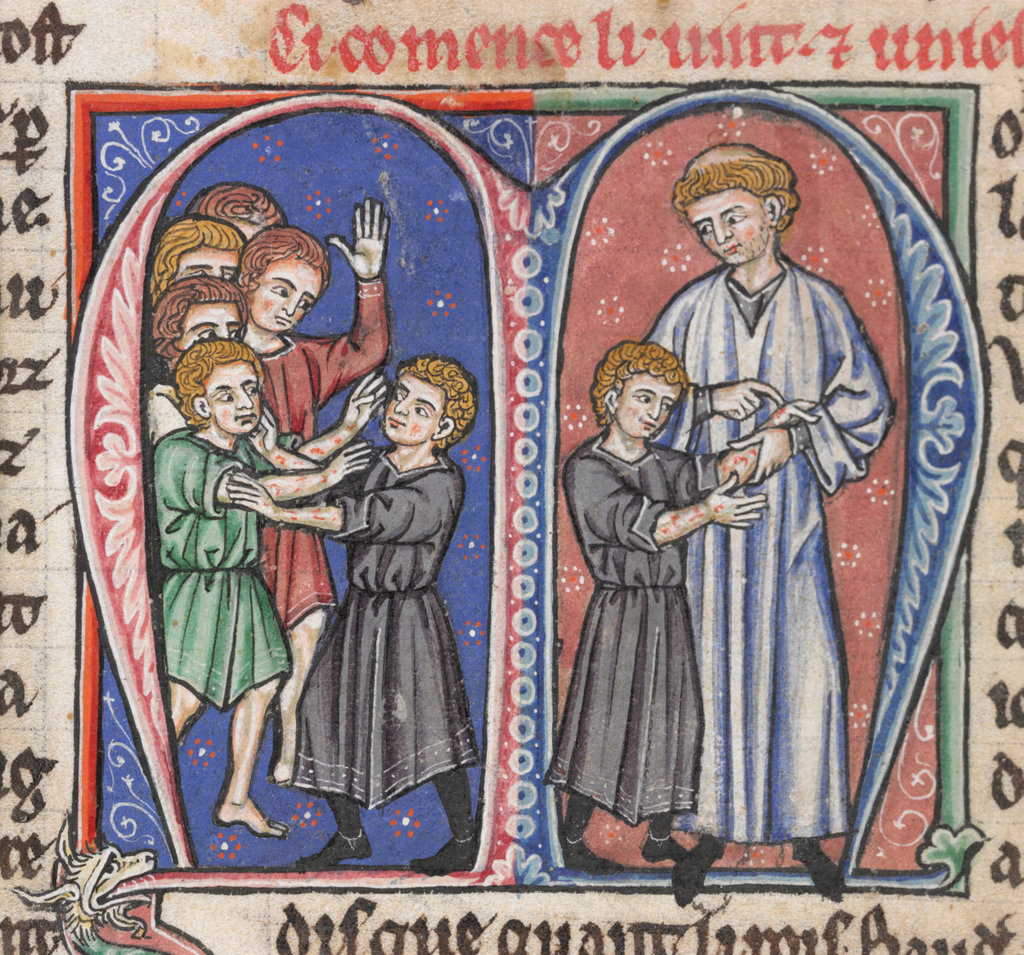
Türoszi Vilmos felfedezi Balduinon a lepra első jeleit

Jeruzsálemben nőtt fel, a Jeruzsálemi Királyságban. Családja itáliai vagy galliai származású, jómódú kereskedőcsalád 
volt. Rokonai valószínűleg részt vettek az I. keresztes hadjáratban, vagy röviddel azután érkeztek meg. Vilmos 1130 körül született, egy bátyja 
volt, Ralph, aki Jeruzsálem nem nemesi származású és a kereskedőcéh élén álló vezetője lett. Anyjáról csak annyit tudunk, hogy 1165 előtt halt meg.
Vilmos tanítómestere Johannes Pisanus volt, aki később bíborosi rangra emelkedett, és III. Sándor ellenpápáját, 
IV. Viktort támogatta. Több mint 20 évet töltött a hét szabad művészet és a kánonjog tanulmányozásával Európa különböző egyetemein. Megfordult Párizsban, Orleánsban, Bolognában. Olyan mesterei voltak, mint Robert de Melun és Adam de Parvo Ponte. Tudjuk, hogy a klasszikus ókori szerzőket Hilarius Orleanensis tanította neki, Soissons-i Vilmostól Euklidész tanait, Petrus Lombardustól pedig teológiát tanult. Bolognában a római jogot a „négy doktortól” tanulta. Művének a saját taníttatására 
vonatkozó része kiemelkedő forrás a XII. századi reneszánsz kulturális jelenségéhez, mivel Vilmos kapcsolatban állt szinte az összes vezető 
értelmiségivel. 
A Királyság egyik legmagasabb rangú tisztségviselőjeként Vilmos vezette a királyság küldöttségét a III. lateráni zsinatra, ahol fellépett egy újabb keresztes hadjárat indítása mellett. 1165-ben tért vissza Jeruzsálembe, ahol Amalrik király bizánci követségbe küldte, jórészt azért, hogy az újabb keresztesek bizánci átengedését kieszközölje. Vilmos a király fiának, a későbbi IV. Balduinnak lett a tanára. Ő fedezte föl a király fiának lepráját is. Amalrik halála után kancellár és Türosz érseke lett. Beleavatkozott a Jeruzsálemi Királyságban kibontakozó trónviszályokba, ahol a később kudarcot valló pártot támogatta. Emiatt személye és a türoszi érsekség szerepe is háttérbe szorult a Jeruzsálemi Latin Patriarchátussal szemben.

## Művei
Vilmos beszámolót készített a lateráni zsinaton történtekről, valamint megírta az iszlám államok történetét Mohamed idejétől. Sajnos mindkét műve elveszett. Fennmaradt viszont a Jeruzsálemi királyság történetéről írt műve, a Historia rerum in partibus transmarinis gestarum (Kb. A tengerentúl viselt dolgok története), melyben Foucher de Chartres munkáját folytatta. E művet emlegetik még a Historia Ierosolimitana (Kb. Jeruzsálemi történet) címen is. A Historiát a 13. században több történetíró folytatta.
Ez utóbbi műve azért is érdekes, mivel röviddel Vilmos halála után franciára is lefordították, így nemcsak kiváló forrás a Jeruzsálemi Királyság történetéről, hanem francia nyelvtörténeti emlék is.

## Feldolgozás
A Mennyei királyság című film az ő munkáján alapul.